# 24 Horas (canal de televisió)
Canal 24 Horas és el canal de notícies de TVE.
Cada mitja hora repassa la política, l'economia, els esports i la informació metereològica. A part d'informatius, el canal emet debats, documentals i altres programes com el Telediario Matinal, Los desayunos de TVE, les dues edicions del Telediario i el seu programa La noche en Canal 24 horas és reemès durant la matinada a La Primera. Actualment, produeix tots els Telediarios Internacionales emesos per TVE Internacional i el butlletí que ha substituït la tercera edició del Telediario a La Primera. Des de 2009 emet alguns programes en català desconnexió per a Catalunya, com 135 escons, L'informatiu o Aquí parlem.
Aquest canal fou reconegut per l'Academia de Televisión de España (ATE) com a millor canal temàtic i de servei públic l'any 2001.

## Història
El canal 24 Horas va començar les seves emissions a les 14 hores del 15 de setembre de 1997, dins de la plataforma de televisió per satèl·lit Vía Digital. Va ser el primer canal d'informació contínua produït a Espanya.
El canal va canviar el seu logotip el novembre de 2005 coincidint amb l'entrada del canal a la televisió digital terrestre i amb el canvi d'imatge iniciat a RTVE l'octubre de 2008, quan es va unificar la imatge dels serveis informatius i els logotips dels canals de televisió i internet i les emissores de ràdio.
En l'actualitat emet en obert per la televisió digital terrestre espanyola i pèl satèl·lit Astra per a Europa i Hispasat i Galaxy 23 per a Amèrica. També forma part de les plataformes de pagament Movistar Plus+, Orange TV, Vodafone TV, R, Euskaltel i Kabel Deutschland, entre d'altres.